# Zalesie (powiat przemyski)
Zalesie – wieś w Polsce położona w województwie podkarpackim, w powiecie przemyskim, w gminie Krasiczyn.
W latach 1975–1998 miejscowość należała administracyjnie do województwa przemyskiego.

## Części wsi
| SIMC    | Nazwa     | Rodzaj    |
| ------- | --------- | --------- |
| 0604985 | Łany      | część wsi |
| 0604991 | Łysa Góra | część wsi |
| 0605000 | Podmazury | część wsi |
| 0605016 | Poręba    | część wsi |